# Premio per la migliore birra del Galles
Il premio per la migliore birra del Galles (Champion Beer of Wales in inglese) è un premio assegnato dall'associazione britannica Campaign for Real Ale durante il Great Welsh Beer & Cider Festival, tenuto annualmente a Cardiff, in Galles. Premia la migliore birra di tipo ale prodotta in Galles durante l'anno appena trascorso.

## Assegnazione del premio
La CAMRA ammette al concorso solo birre prodotte non su base stagionale e comunque in produzione da almeno un anno, da fabbriche gallesi. Le birre sono poi divise in categorie e un pannello di sei esperti, composto da membri del CAMRA e rappresentanti di birrifici, assaggia ciascuna bevanda al buio. Viene nominata una birra vincitrice per ciascuna categoria. Le vincitrici vengono assaggiate nuovamente da un secondo pannello, questa volta composto da figure di rilievo locali, che eleggono le tre migliori birre del Galles.

## Albo d'oro
Aggiornato al 2022
| Anno           | 1º posto                                               | 2º posto                                               | 3º posto                                               |
| -------------- | ------------------------------------------------------ | ------------------------------------------------------ | ------------------------------------------------------ |
| 1996           | Plassey Brewery - Dragon's Breath                      |                                                        |                                                        |
| 1997           | Plassey Brewery - Dragon's Breath                      | Bullmastiff Brewery - Son of a Bitch                   | Tomos Watkin - Old Style Bitter                        |
| 1998           | Flannery's - Oatmeal Stout                             |                                                        |                                                        |
| 1999           | Bullmastiff - Gold                                     | Tomos Watkin - Old Style Bitter                        | Pembroke Brewery - Old Nobbie Stout                    |
| 2000           | Bullmastiff - Gold                                     | Warcop - Pit Prop                                      | Plassey Brewery - Dragon's Breath                      |
| 2001           | Tomos Watkin - Merlin's Stout                          | Brains - Dark                                          | Hurns Brewing Company - Original Wood                  |
| 2002           | Bryncelyn Brewery - Buddy Marvelous                    | Bullmastiff - Gold                                     | Brains - Dark                                          |
| 2003           | Bryncelyn Brewery - Oh Boy                             | Tomos Watkin - Merlin Stout                            | Bryncelyn Brewery - Buddy Marvelous                    |
| 2004           | Breconshire Brewery - Golden Valley                    | Bullmastiff - Son of a Bitch                           | Bryncelyn Brewery - Buddy Marvelous                    |
| 2005           | Bullmastiff - Son of a Bitch                           | Tomos Watkin - Merlin Stout                            | Bryncelyn Brewery - Oh Boy                             |
| 2006           | Otley Brewing Company - O8                             | Brains - Dark                                          | Otley Brewing Company - OG                             |
| 2007           | Rhymney Brewery - Dark                                 | Bryncelyn Brewery - Holly Hop                          | Bryncelyn Brewery - Buddy Marvelous                    |
| 2008           | Otley Brewing Company - O8                             | Brains - Gold                                          | Brains - Dark                                          |
| 2009           | Purple Moose - Snowdonia Ale                           | Otley Brewing Company - OG Bitter                      | Otley Brewing Company - Porter                         |
| 2010           | Otley Brewing Company - O-Garden                       | Bragdy'r Nant - Mwnci Nel                              | Rhymney - Export                                       |
| 2011           | Rhymney - Dark                                         | Rhymney - Export                                       | Otley Brewing Company - O8                             |
| 2012           | Heart of Wales - High as a Kite                        | Heart of Wales - Welsh Black Stout                     | Rhymney - Hobby Horse                                  |
| 2013           | Tiny Rebel - Dirty Stop Out                            | Tiny Rebel - Fubar                                     | Tiny Rebel - Urban IPA                                 |
| 2014           | Tiny Rebel - Fubar                                     | Purple Moose - Dark Side of the Mouse                  | Great Orme - Welsh Black                               |
| 2015           | VOG Brewery - Dark Matter                              | Tudor Brewery - Black Mountain Stout                   | Purple Moose - Dark Side of the Mouse                  |
| 2016           | Tudor Brewery - Black Rock                             | Boss - Boss Black                                      | Monty's - Old Jailhouse                                |
| 2017           | Grey Trees Brewery - Afghan Pale Ale                   | Boss - Boss Black                                      | Untapped - Ember                                       |
| 2018           | Boss - Boss Black                                      | Grey Trees Brewery - Diggers Gold                      | Tiny Rebel - Cwtch                                     |
| 2019           | Assegnati solo premi per le categorie                  | Assegnati solo premi per le categorie                  | Assegnati solo premi per le categorie                  |
| 2020 2021 2022 | Edizioni cancellate a causa della pandemia di COVID-19 | Edizioni cancellate a causa della pandemia di COVID-19 | Edizioni cancellate a causa della pandemia di COVID-19 |